# Junzi imperialis
Junzi imperialis は古代中国の高貴な女性の墓から発見された、絶滅したテナガザルの種の一つである。 不完全な頭蓋骨に基づいたタイプ標本は、2018年にTurveyらによって Junzi imperialis と名付けられた。  2,300年前 - 2,200年前ごろに、このタイプ標本が生きていたときには、荘襄王の母であり秦黄の始皇帝の祖母であった夏姫(Lady Xia)によって所有されていたと信じられている。

## 発見とネーミング
頭蓋骨の化石は2004年に墓が開かれた際に発見された。埋葬されていた生き物は夏姫(Lady Xia)の豪華なペットだった動物たちであると考えられており、ほかにはツルやヒョウ、ツキノワグマがふくまれていた。
一般名はTurveyらによって作られた造語で、古代中国ではテナガザルが高貴な学者、すなわち junzi (君子)としてあつかわれペットにされていたことに基づいている。